# Murtensee
Murtensee (francouzsky Lac de Morat, česky také Murtenské jezero) je jezero na západě Švýcarska. S rozlohou 22,8 km² je po Neuchâtelském a Bielském jezeře nejmenším ze tří velkých švýcarských jurských jezer. 

## Geografie

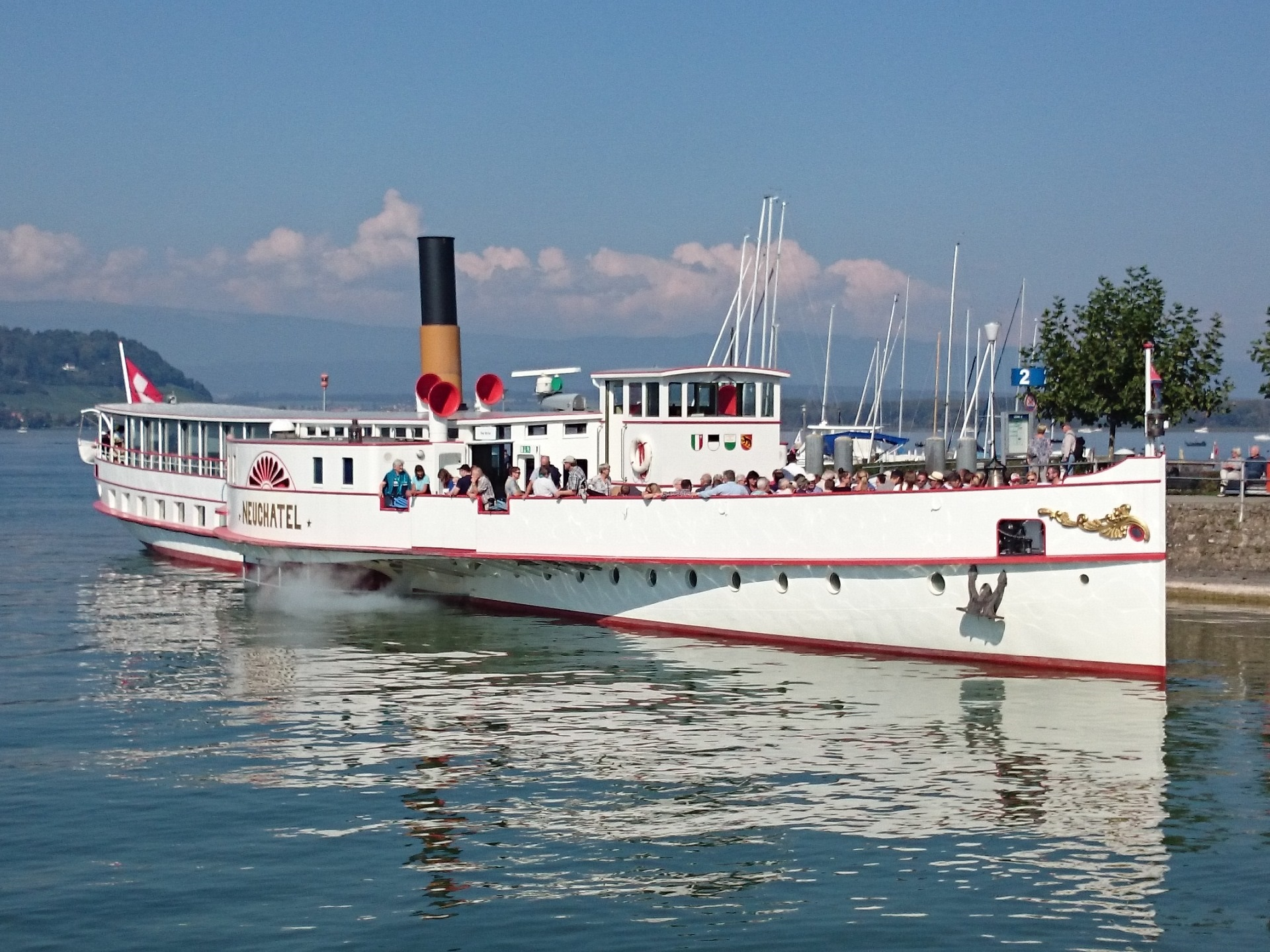
Parník na jezeře

Murtensee se nachází v kantonech Fribourg a Vaud. Na jeho jižním břehu leží stejnojmenné město Murten. Ve vzdálenosti 40 metrů od severního břehu, nedaleko osady Guévaux, leží ostrov La Grande Île o rozloze 0,1 ha.
Hlavním přítokem je řeka Broye, která odvodňuje 63 % povodí. Odtokem je kanál Broye, který ústí do Neuchâtelského jezera. Dlouhodobý průměrný stav vody (od roku 1983) 429,30 m n. m. byl jen o 2 cm vyšší než stav Neuchâtelského jezera. Spolu s Neuchâtelským jezerem slouží Murtenské jezero jako vyrovnávací povodí pro řeku Aaru, která se vlévá do Bielského jezera. Když vysoká voda z Aary způsobí zvýšení hladiny Bielského jezera, odtok se zastaví a někdy dokonce teče zpět.
Jezero o rozloze 22,8 km² je 8,2 km dlouhé a maximálně 2,8 km široké. Jeho maximální hloubka je 45 m, obsah asi 0,55 km³. Plocha povodí činí 693 km². Teoretická doba zdržení vody v jezeře (doba naplnění) je 1,6 roku. Před regulací vodstva v 70. letech 19. století byla hladina jezera asi o 2,5 m vyšší a jezero o 4,6 km² větší.
Z hlediska lodní dopravy je Murtensee spojeno s ostatními jurskými jezery prostřednictvím splavného dolního toku řeky Broye. Snížení hladiny Broye (1874–1876) během první regulací způsobilo snížení hladiny jezera o 3,3 m v kombinaci se zvětšením břehu jezera.

## Historie
Jezero je poprvé zmiňováno již v roce 961 jako Lacus Muratensis. Rybolov měl pro obce na břehu jezera hospodářský význam až do počátku 20. století. Od roku 1803 si Murten, dnes venkovské město v kantonu Fribourg, nárokoval nezpochybnitelné vlastnictví jezera a Broye s právem pronájmu jeho rybářských práv. Na rybolov dohlížela a regulovala jej jezerní komise jmenovaná městskou radou (1806). Teprve v roce 1849 ztratil Murten vlastnická práva k jezeru ve prospěch kantonů Fribourg a Vaud. V roce 2002 bylo Murtenské jezero zařazeno do národní výstavy Expo.02.